# Pericallia callisoma
Pericallia callisoma är en fjärilsart som beskrevs av Felder 1874. Pericallia callisoma ingår i släktet Pericallia och familjen björnspinnare. Inga underarter finns listade i Catalogue of Life.